# France Prešeren

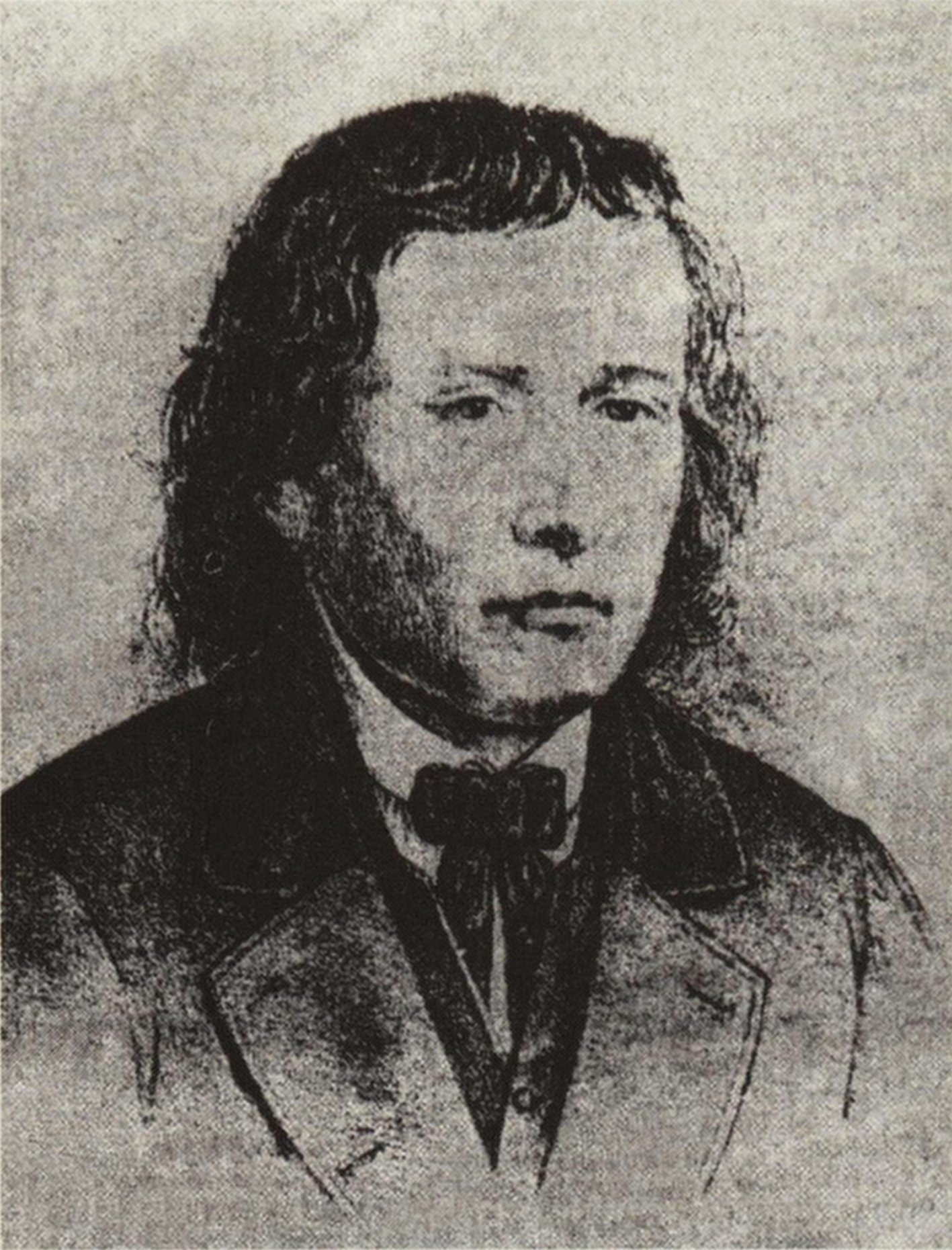
Porträt von France Prešeren

France Prešeren (Francè Prešẹ́ren [franˈt͡sɛ prɛˈʃeːrɛn]; eingedeutscht früher oft Franz Preschern; * 3. Dezember 1800 in Vrba im damaligen Herzogtum Krain; † 8. Februar 1849 in Kranj, damals Krainburg) gilt als größter slowenischer Dichter.

## Leben

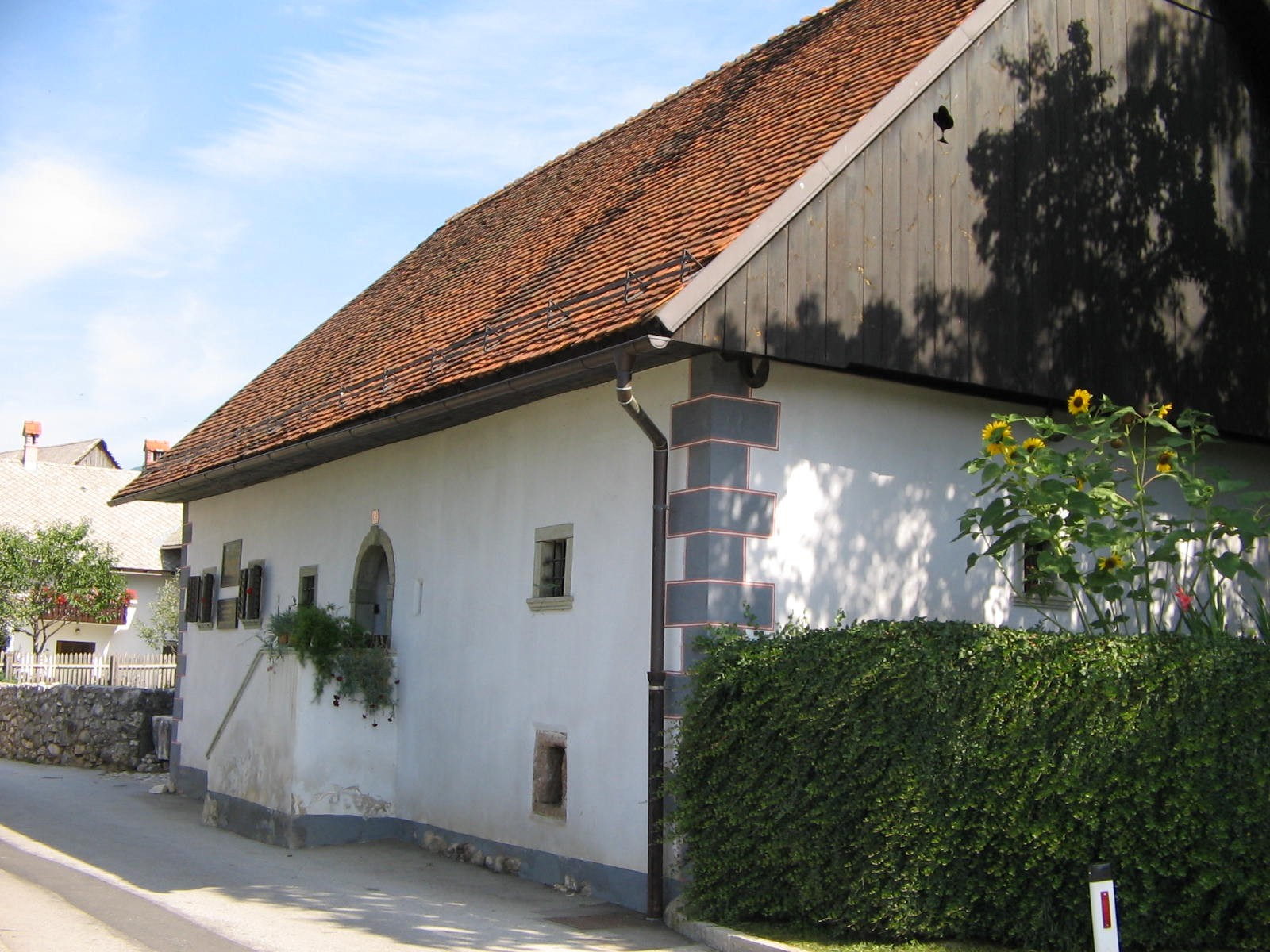
Prešerens Geburtshaus in Vrba

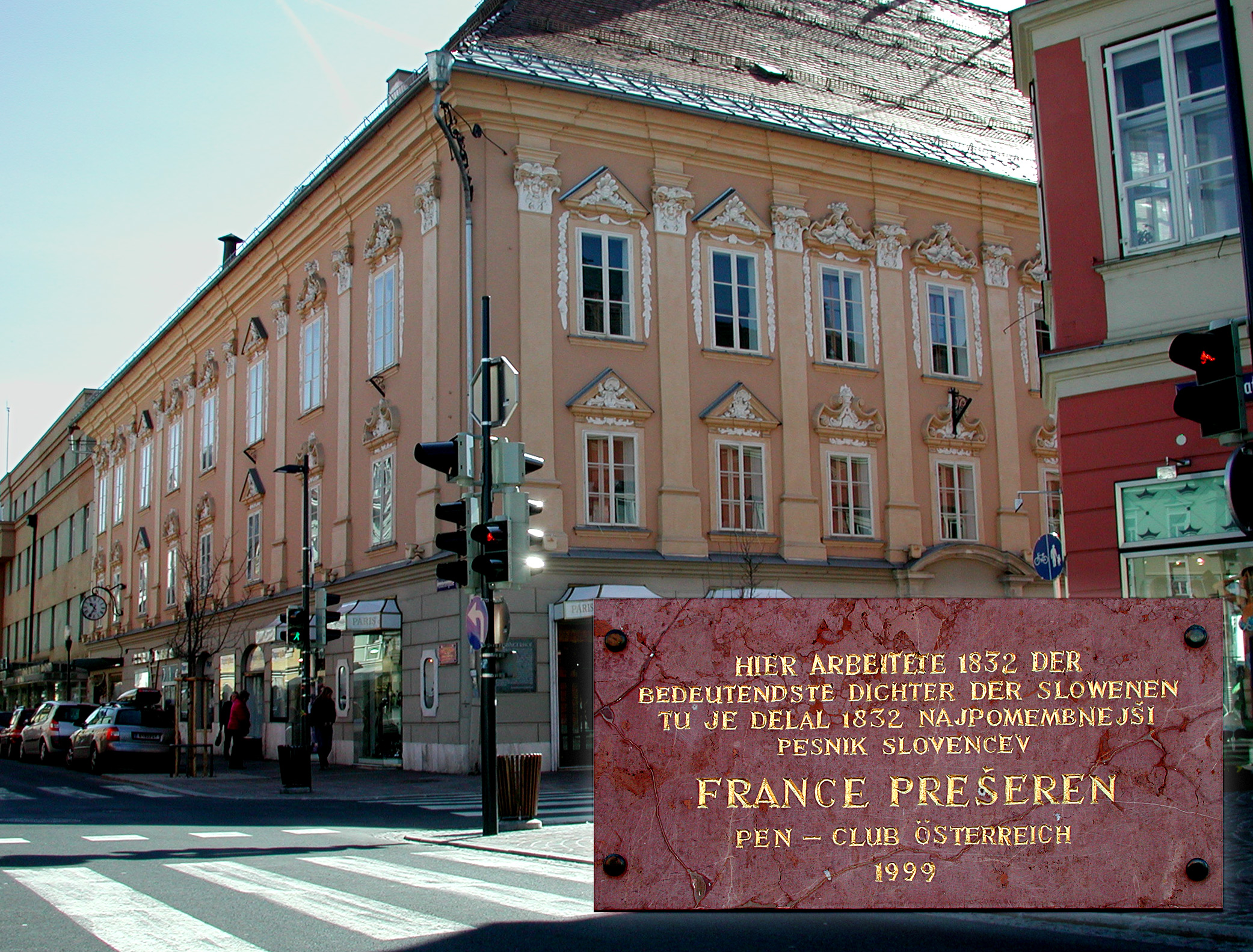
Gedenktafel in Klagenfurt: „Hier arbeitete 1832 der bedeutendste Dichter der Slowenen“ – P.E.N.-Club Österreich

France Prešeren wurde als drittes von acht Kindern einer bäuerlichen Familie geboren. Nach dem Schulbesuch in Reifnitz und Laibach studierte er in Wien Rechtswissenschaften, wo er sich für Poesie zu interessieren begann. Nach seiner Promotion arbeitete er als Advokat. Während seines Studiums in Wien (1821–1828) lernte er am Klinkowströmschen Institut am Schlesingerplatz (Gedenktafel) den Deutschkrainer Dichter Anton von Auersperg (Pseudonym: Anastasius Grün) kennen, ebenso die slowenischen Literaturwissenschaftler Bartolomäus (Jernej) Kopitar und Matthias Tschop (Matija Čop). 1832 übersiedelte er nach Klagenfurt. Dort legte er am 26. Mai beim Appellationsgerichtshof (Gedenktafel am Neuen Platz) die Advokatenprüfung ab, bei der er fast durchgefallen wäre, weil er auch für den Angeklagten recherchierte – dies beeinträchtigte seine gesamte weitere Laufbahn; er bewarb sich mehrmals vergeblich um eine Advokatur, die er erst 1846 in Krainburg (Kranj) erhielt. In Klagenfurt trat er mit dem Kärntner slowenischen Schriftsteller Urban Jarnik in Kontakt, den er in Moosburg besuchte, sowie mit dem Spiritual Anton Martin Slomšek. In Laibach (Ljubljana), wo er von 1828 bis 1846 als Angestellter einer Rechtsanwaltskanzlei lebte, fand der Weltbürger nur wenig Anklang und vereinsamte; seine große Liebe Julia Primitz (Julija Primic) wollte von ihm nichts wissen, obwohl ein Teil der Ausgabe der Poezije mit dem Akrostichon PRIMICOVI JULJI ihren Namen trug. 1839 lernte er in ihrem Haus die Arbeiterin Ana Jelovšek kennen, die ihm drei Kinder gebar, ihn dann aber verließ. Vereinsamt starb er an Leberzirrhose. Heute gilt er als slowenischer Nationaldichter.

## Werke

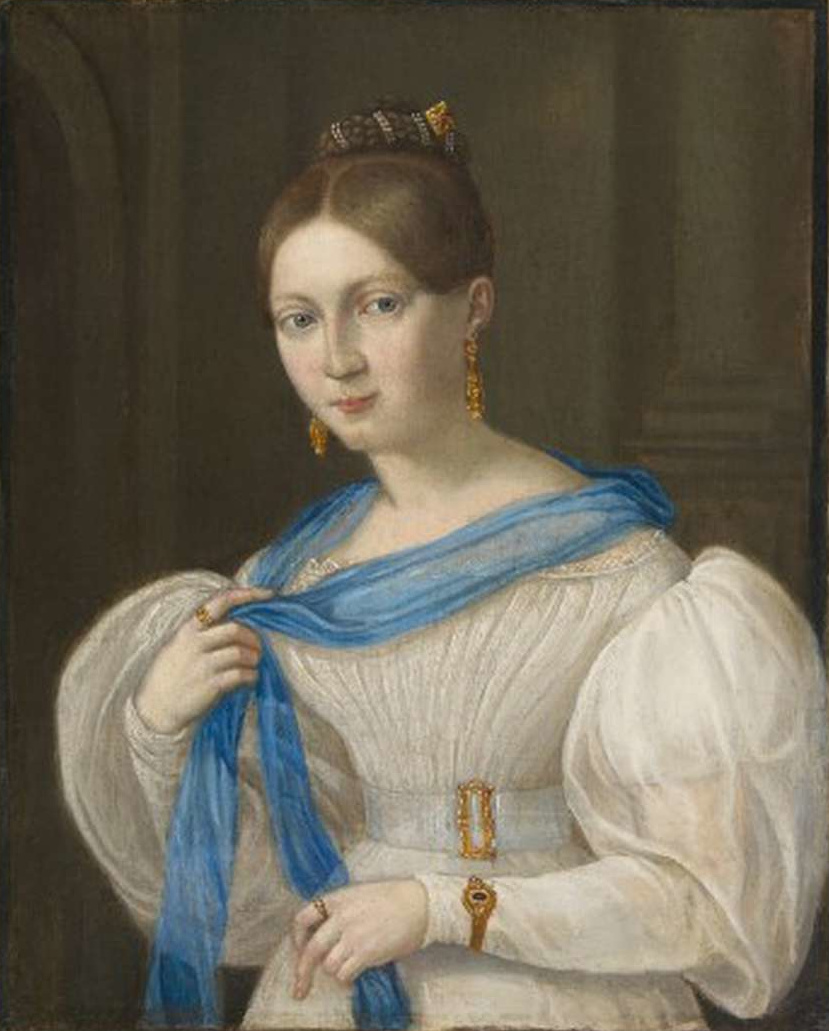
Prešerens Muse Julija Primic, Gemälde von Matevž Langus

Prešeren schrieb Liebes- und Naturlyrik sowie ein großes historisches Epos Die Taufe an der Savica (Krst pri Savici). Im Jahre 1847 erschien sein Hauptwerk Poezije (Poesien). Mit seinen deutschen Gedichten und Sonetten gehört er auch zur deutschsprachigen Literatur. Sein wichtigstes deutschsprachiges Werk ist Das große Tor (Ta velik Vrata), in dem er seine Verbundenheit zu Ljubljana darlegt.

## Ehrungen
Ein Teil seines Gedichtes Zdravljica ist heute die slowenische Hymne, sein Bildnis ziert die Rückseite der slowenischen 2-Euro-Münze.
Nach Prešeren benannt wurde der Hauptplatz von Ljubljana, der Prešerenplatz.
Das slowenische Ministerium für Kultur verleiht seit dem Jahr 1947 jährlich ein oder zwei Künstlern den so genannten Großen Prešeren-Preis. Gleichzeitig verleiht die ebenfalls beim slowenischen Kulturministerium angesiedelte Prešeren-Stiftung an bis zu sechs Künstler den Preis der Prešeren Stiftung.

## Schriften in deutscher Sprache
in der Reihenfolge des Erscheinens

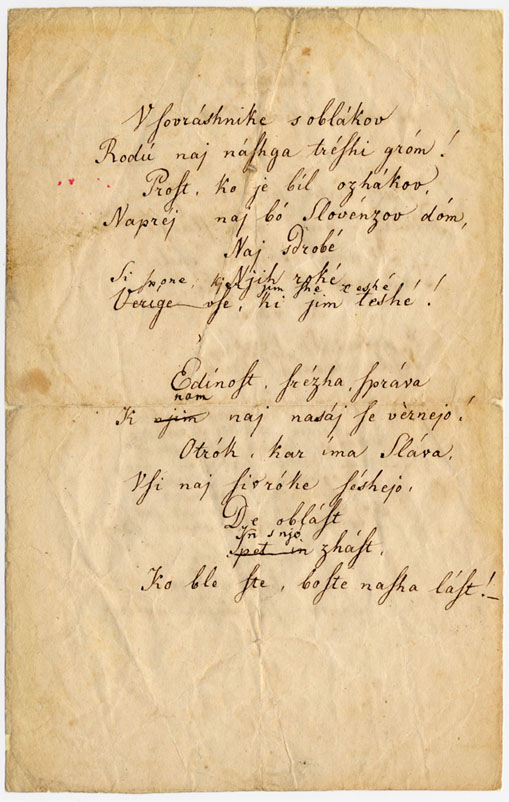
Originalmanuskript Zdravljica, in altslowenischer Schrift geschrieben

- Presirenklänge, übersetzt von Edward Samhaber. Kleinmayr & Bamberg, Laibach 1880
- Sonettenkranz, übersetzt von Anton Frutek. Kleinmayr, Laibach 1901.
- Gedichte, Auswahl und Nachwort von Peter Gerlinghoff. Edition Neue Wege, Berlin 1978, ISBN 3-88348-017-7.
- Poesien / Poezije. Auswahl deutscher Übersetzungen, übersetzt von France Prešéren, Auswahl und Nachwort von Jože Pogačnik (= Geschichte, Kultur und Geisteswelt der Slowenen, Bd. 19). Trofenik, München 1987, ISBN 3-87828-176-5 (mit einer Bibliographie der deutschen Übersetzungen).
- Gedichte / Pesmi, deutsch und slowenisch, übersetzt von Klaus Detlef Olof, Auswahl von France Pibernik und Franc Drolc (= Preserens Weg in die Welt, Bd. 1). Stadtgemeinde / Mestna občina Kranj, Kranj 1998; Neuausgabe: Hermagoras, Klagenfurt 2000, ISBN 3-85013-580-2.
- Deutsche Dichtungen, herausgegeben von Wilhelm Baum (Reihe Tangenten). Kitab, Klagenfurt 1999, ISBN 3-902005-00-9.
- Neue Schreibe – Nova pisaríja. Romance, balade in zabavljivi napisi / Terzinen, Canzonen und vergnügliche Strophen. Übertragen von Jozej Strutz. Edition Rapial edicija, Klagenfurt/Celovec 2017/18.